# Jailbreak (nummer van Thin Lizzy)
Jailbreak is een nummer van Thin Lizzy van het gelijknamige album Jailbreak. Het was en is nog steeds een van hun meest populaire nummers.

## Covers
Het nummer is door verschillende artiesten gecoverd of gesampled. 
Het werd gecoverd door Six Feet Under (band) voor hun album Maximum Violence, Dropkick Murphys hebben het nummer gecoverd voor hun album The Meanest of Times, Slave Raider heeft het nummer gecoverd voor hun tweede album.
Supersuckers hebben het nummer live opgenomen voor hun Livealbum Live at The Magic Bag, Jon Bon Jovi heeft ook een Live cover gebruikt voor de B-kant van het album Destination Anywhere.